# Àcid gondòic
L'àcid gondoic, de nom sistemàtic àcid (11Z)-eicos-11-enoic, és un àcid carboxílic monoinsaturat de cadena lineal amb vint àtoms de carboni, la fórmula molecular del qual és {\displaystyle {\ce {C20H38O2}}}. En bioquímica és considerat un àcid gras ω-9, ja que té el doble enllaç C=C situat entre el carboni 9 i el 10 començant per l'extrem oposat al grup carboxil, i se simbolitza per C20:1.
És un compost que és sòlid a baixes temperatures i fon a 23-24 °C. És insoluble en aigua i soluble en etanol i metanol.

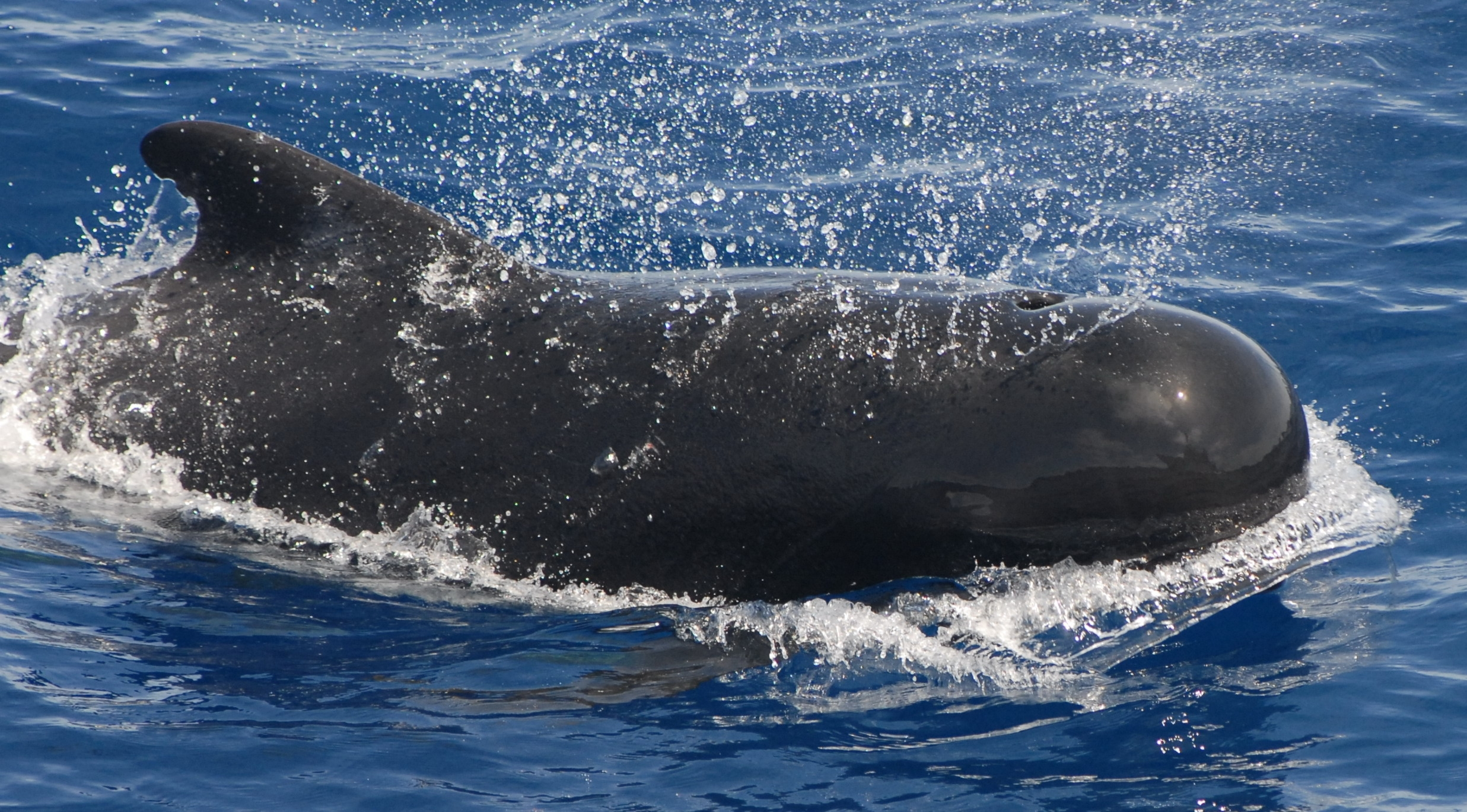
Cap d'olla negre

Fou aïllat per primer cop el 1934 pels científics japonesos Y. Toyama i T. Ishikawa de l'oli dels delfínids cap d'olla negres. S'ha aïllat en olis de llavors de Cardiospermum halicacabum, mostassa i altres brassicàcies; també en els olis de peixos del gènere Brevoortia, de bacallà atlàntic, de fetge de Squalus acanthias (agullat) i en la femta de Delphinapterus leucas (beluga o balena blanca).